# Ectropothecium mauritianum
Ectropothecium mauritianum là một loài Rêu trong họ Hypnaceae. Loài này được (Broth.) N. Nishim. mô tả khoa học đầu tiên năm 1985.